# Хайнрих III фон Папенхайм
Хайнрих III фон Папенхайм (на немски: Heinrich III von Pappenheim; † сл. 1214) е имперски наследствен маршал на Папенхайм в Бавария.

## Произход
Той е единственият син на маршал граф Хайнрих II фон Папенхайм († сл. 1191) и внук на маршал Хайнрих I фон Папенхайм († сл. 1173). Правнук е на маршал Хайнрикус фон Папенхайм († сл. 1138). Роднина е на Рудолф I фон Папенхайм († 1214/1221), бащата на Рудолф II фон Папенхайм († 1233) и Фридрих фон Папенхайм († 1240).

## Деца
Хайнрих III фон Папенхайм има един син:
- Хайнрих IV фон Папенхайм († сл. 1257), имперски наследствен маршал на Папенхайм, женен пр. 1237 г. за Хедвиг фон Мюнценберг (* пр. 1256; † пр. 1286), дъщеря на Улрих I фон Мюнценберг († 1240) и съпругата му графиня Аделхайд фон Цигенхайн († 1226).